# Sheriffen
Sheriffen (originaltitel High Noon) er en amerikansk westernfilm fra 1952, instrueret af Fred Zinnemann. I hovedrollerne ses Gary Cooper og Grace Kelly. Manuskriptet blev skrevet af Carl Foreman og er baseret på en historie af John W. Cunningham.
Filmen blev en stor succes og indbragte adskillige priser, herunder 4 oscars og en bodil for bedste amerikanske film.

## Handling
Filmen foregår den dag, sherif Will Kane (Gary Cooper) bliver gift med sin Amy (Grace Kelly), hvorefter han trækker sig tilbage. Imidlertid vil skæbnen, at selv samme dag ankommer Frank Millers (Ian MacDonald) bande for ved middagstoget at tage imod Miller, der er blevet løsladt fra sin livstidsdom. Kane var ansvarlig for at pågribe Miller, og denne svor, at han ville dræbe Kane en skønne dag.
Et telegram fortæller Kane om løsladelsen midt under brylluppet, og alle er klar over, at Miller vil gøre alvor af sin trussel. Kane opfordres til at skynde sig væk, hvilket han og Amy gør, men snart gribes Kane pligt og/eller frygt, som siger ham, at det er bedst at få gjort op én gang for alle. Han vender derfor tilbage til byen og forsøger at samle et hold vicesheriffer. Amy er fortørnet over Kanes holdning og gør sig klar til at tage af sted med middagstoget.
Vicesheriffen Harvey Pell (Lloyd Bridges) er fornærmet over, at Kane ikke havde anbefalet ham som sin efterfølger, og han trøster sig hos den mexicanske skønhed Helen Ramírez (Katy Jurado), der indtil for et år siden var Kanes kæreste. Pell nægter at hjælpe Kane og forsøger endog at forhindre ham i at forberede modtagelsen af Miller, men Kane vinder det slagsmål, denne episode ender med. I mellemtiden opsøger Amy Helen, der ikke har sympati for Amys planer om at tage af sted, men det ender med, at Helen, der også vil forlade byen, hjælper Amy til toget.
Kane har ikke held til at skaffe sig hjælpere, tværtimod viser alle i byen sig som kujoner, og da Miller ankommer, er Kane helt alene mod Miller og hans tre mænd. Amy fortryder i sidste øjeblik og står af toget igen. Under opgøret får Kane ram på to af mændene, mens Amy skyder den tredje. Men derved får Miller fat i hende og bruger hende som skjold. Amy får imidlertid forstyrret Miller så meget, at det lykkes Kane at få ram på ham. Da byens borgere indser, at kampen er ovre, kommer de alle sammen frem, men Kane smider sin stjerne på jorden og forlader fejhedens by sammen med Amy.

## Filmens tilblivelse
Filmen er lavet på den tid, hvor mccarthyismen kastede skygger over det amerikanske kulturliv, herunder Hollywood, hvor mange kunstnere blev anklaget for uamerikansk virksomhed og kommunisme. Filmen var tænkt som en allegorisk anklage mod det Hollywood, der, som borgerne i byen, ikke havde modet til at stå imod truslerne udefra. Manuskriptforfatteren Carl Foremann blev kort efter premieren sortlistet, men undgik en retssag, da han var rejst til England.
Filmen blev indspillet på 28 dage efter 10 dages øvetid, og der blev i de fleste tilfælde ikke foretaget mere end tre optagelser af den samme scene. Zinnemann var interesseret i at få et hedt udtryk i udendørsscenerne, hvilket blev skabt ved at udelade de normale solfiltre samt at gøre distributionskopierne en smule lysere end normalt.
Historien i filmen foregår i tidsrummet 10.35 – 12.15, hvilket flere klip med ure viser. Man får fornemmelsen af at se den i realtid, men reelt udelades ca. 15 minutter.
Når Gary Cooper i det meste af filmen ser ret forpint ud, er det naturligvis for at illustrere Kanes tiltagende bekymringer for den kommende konfrontation, men det kom ret naturligt for Cooper, der under optagelserne havde smerter som følge af et betændt sår. Sagen blev ikke bedre af, at den ikke helt unge Cooper undlod at bruge stuntman i slagsmålsscenen med Lloyd Bridges.
Et vigtigt virkemiddel i filmen er musikken, der kommenterer på handlingen adskillige gange undervejs. Versene i den gennemgående sang Do Not Forsake Me, Oh My Darlin' beskriver ret præcist handlingen og er fordelt over det meste af filmen, især som en melankolsk kommentar til Kanes kvaler med at få støtte. I modsætning hertil er den musikalske ledsagelse til banditterne ret ildevarslende med dumpe slag på håndtrommer.

## Medvirkende
- Gary Cooper – Sherif Will Kane
- Grace Kelly – Amy Kane
- Lloyd Bridges – Vicesherif Harvey Pell
- Thomas Mitchell – Borgmester Jonas Henderson
- Katy Jurado – Helen Ramírez
- Ian MacDonald – Frank Miller
- Lee Van Cleef – Jack Colby

## Trivia
- Det er Lee Van Cleefs debutfilm, men i rollen som den ene af Millers kumpaner har han ikke en eneste replik i filmen.
- John Wayne var som tilhænger af sortlistningen af kunstnere med uamerikanske holdninger stærkt negativ over for filmen gennem hele sit liv. Omvendt beklagede han sig over, at han ikke havde fået rollen som Kane, som han så ville have spillet mere efter sit eget hoved. Nogle år senere indspillede han Rio Bravo, der kan ses som et modstykke til denne film.
- Gary Cooper var slet ikke førstevalget til rollen som Kane, men skuespillere som Gregory Peck, Charlton Heston, Marlon Brando og Montgomery Clift afslog rollen.

## Priser
Filmen udløste fire oscars:
- Oscar for bedste mandlige hovedrolle – Gary Cooper
- Oscar for bedste klipning – Elmo Williams og Harry W. Gerstad
- Oscar for bedste sang – Do Not Forsake Me, Oh My Darlin' af Dimitri Tiomkin (musik) og Ned Washington (tekst)
- Oscar for bedste musik – Dimitri Tiomkin

Filmen indbragte også Bodilprisen for bedste amerikanske film samt adskillige andre priser.